# Элли (The Last of Us)
Э́лли (англ. Ellie) — героиня игровой серии The Last of Us от компании Naughty Dog, озвученная американской актрисой Эшли Джонсон, которая также сыграла её с помощью технологии захвата движения. В телесериале «Одни из нас» роль девушки исполнила британская актриса Белла Рамзи. Элли была создана руководителями разработки The Last of Us Нилом Дракманном и Брюсом Стрейли. Её прообразом послужила немая женщина из чернового варианта сценария к Uncharted 2: Among Thieves, одному из предыдущих проектов Naughty Dog. Дракманн и Стрейли задумывали Элли как сильную героиню, а её взаимоотношения с Джоэлом были центральным элементом игры. Во время исполнения роли Элли Джонсон побуждала Дракманна увеличить роль девушки в противостоянии со встречающимися на пути героев врагами. После анонса The Last of Us многие игровые журналисты отметили внешнее сходство между Элли и актрисой Эллен Пейдж, поэтому разработчики переработали дизайн героини: таким образом они стремились омолодить её и сделать похожей на Джонсон; актриса изучала последствия посттравматического стрессового расстройства в рамках подготовки к роли Элли в сиквеле.
В первой игре франшизы, события которой разворачиваются в постапокалиптическом мире, 14-летняя Элли пересекает территорию бывших Соединённых Штатов Америки в сопровождении контрабандиста Джоэла Миллера, которому руководство группировки боевиков-революционеров «Цикады» поручило сопроводить девушку до их научной лаборатории: так как Элли обладает иммунитетом к поразившей весь мир инфекции, учёные намереваются изучить особенности её организма и создать вакцину. По большей части действия героини контролирует искусственный интеллект, однако в некоторых случаях игроки также управляют ею. Элли является протагонистом DLC к игре с подзаголовком Left Behind, в котором она проводит время со своей подругой Райли, и одной из двух героинь её сиквела: в нём 19-летняя Элли стремится отомстить девушке по имени Эбби.
Различные обозреватели высоко оценили образ героини и её взаимоотношения с Джоэлом: по их мнению, Элли получилась сильным и проработанным персонажем, подрывающим архетип девы в беде. Журналисты хвалили сцену с поцелуем Элли и Райли в Left Behind, так как она продвигала ЛГБТ-героев в игровой индустрии, и игру Джонсон в сиквеле. Актриса получила несколько наград и номинаций за роль Элли, а сама героиня занимала почётные места в посвящённых компьютерным играм опросах. Версия Элли из телесериала в исполнении Рамзи была также удостоена положительных отзывов.

## Создание
Руководители разработки The Last of Us Нил Дракманн и Брюс Стрейли создавали Элли на основе нереализованной концепции одного из предыдущих проектов Naughty Dog, Uncharted 2: Among Thieves: создатели игры намеревались добавить в повествование немую героиню, сопровождающую протагониста Нейтана Дрейка. По мнению Дракманна, исключительно посредством игрового процесса между подобными персонажами могли бы сформироваться «прекрасные» узы. Изначально героиня носила другое имя — Лили. Несмотря на свой юный возраст, девушка могла постоять за себя и держалась наравне с главным героем игры Джоэлом. Дракманн описал игру как историю взросления Элли, которая приобретает опыт и знания сопровождающего её выжившего.

### Исполнение
Актриса Эшли Джонсон получила роль Элли вскоре после прохождения прослушивания. Разработчикам понравилась экранная химия между ней и актёром Троем Бейкером, сыгравшим Джоэла. Во время работы над первой частью Джонсон убедила Дракманна сделать её героиню более независимой и опытной в сражениях. Она сыграла её с помощью технологии захвата движения, которая лежала в основе около 85% анимаций игры. Реплики Джонсон записывала отдельно. Актриса чувствовала себя некомфортно в процессе исполнения некоторых «тревожных» сцен, однако желание сыграть нечасто встречающуюся в игровой индустрии сильную героиню прибавляло ей уверенности. Для воплощения образа Элли из The Last of Us Part II Джонсон вместе с Дракманном изучала последствия посттравматического стрессового расстройства (ПТСР); чтобы лучше вжиться в роль, она также руководствовалась своими личными переживаниями из прошлого.

### Внешность
По мнению разработчиков, внешность Элли имела большое значение: чтобы её взаимоотношения с Джоэлом, которому было за 40, не казались романтическими, они изобразили её юной девушкой, но в то же время достаточно взрослой, чтобы, глядя на неё, игроки увидели находчивого подростка, способного к выживанию. Создатели The Last of Us рассматривали Элли как важный элемент маркетинговой кампании, поэтому отказались переносить изображение героини с передней части упаковки игры на заднюю.
После анонса The Last of Us различные игровые издания отметили внешнее сходство между Элли и актрисой Эллен Пейдж. По словам Пейдж, которая на тот момент участвовала в разработке игры Beyond: Two Souls от Quantic Dream, сотрудники Naughty Dog «украли» её образ. С другой стороны, Стрейли утверждал, что никто в компании не знал об участии Пейдж в Beyond: Two Souls: о её выпуске стало известно спустя несколько месяцев после анонса The Last of Us. Впоследствии разработчики переработали дизайн Элли, так как для них было важно, «чтобы их персонажи оставались уникальными». Дракманн и Стрейли также отметили, что благодаря этим изменениям Элли стала выглядеть моложе и переняла черты внешности Джонсон. Новый дизайн героини был впервые показан в майском трейлере 2012 года.
Создатели The Last of Us Part II стремились придумать «практичный, но в то же время выделяющийся» костюм для Элли, как и в случае с первой частью. На правой руке героини появилась татуировка в виде сидящего на листе папоротника мотылька, дизайн которой разработала калифорнийская художница Натали Холл. По задумке разработчиков, эта татуировка не только скрывает следы от укусов заражённых и химического ожога, но и служит напоминанием о Джоэле: помимо того, что мотылёк напоминает цикаду — символ одноимённой террористической организации, его одержимость светом и тяга к нему олицетворяет привязанность Элли к контрабандисту.

### Личность
Элли — «зрелая не по годам» девушка, «сильная, остроумная и слегка грубоватая». Из-за потери большого количества близких для неё людей она страдает от аутофобии и синдрома уцелевшего. Элли родилась и выросла в постапокалипсисе и прошла через тяжёлые жизненные обстоятельства, которые ожесточили её характер; по этой причине она часто использует ненормативную лексику и без колебаний прибегает к насилию. Также Элли считает себя обузой для других людей, будучи уверенной, что её смерть принесёт им пользу. Её эмоциональная неустойчивость обостряется после встречи с каннибалом Дэвидом. Несмотря на присущую ей сообразительность, Элли несколько импульсивна и наивна и не столь искусна в выживании, как Джоэл; например, она не умеет плавать до событий второй части. С другой стороны, Элли вынослива, бесстрашна и расчётлива, будучи в состоянии позаботиться и о себе, и о Джоэле, когда тот получает серьёзную травму. Элли — лесбиянка: в Left Behind и Part II она испытывает чувства к другим девушкам.

### Образ
С помощью Left Behind представители Naughty Dog стремились раскрыть отношения между Элли и её подругой Райли и осветить события, которые оказали большое влияние на личность героини. Дракманн сравнил Элли с детьми, проживавшими на опустошённых войнами землях Сирии и Афганистана: как и героиня The Last of Us, они родились после конфликта и, несмотря на суровые жизненные условия, проводили время за присущими их возрасту развлечениями — «гоняли футбольные мячи посреди пустых улиц или играли в прятки на обломках рухнувших зданий». В Left Behind Элли начинает брать пример с более ответственной и рассудительной Райли, сосредоточившись на спасении близких для неё людей. Создатели Left Behind рассматривали возможность вырезать сцену с поцелуем между девушками, однако пришли к выводу, что она придаст веса не только повествованию, но и отношениям Элли и Райли. Изначально Дракманн хотел, чтобы Элли видела в Райли исключительно образец для подражания, но затем переосмыслил её отношение как влюблённость.
Для Дракманна и других разработчиков было волнительно развивать повзрослевшую Элли, которая утратила свою детскую невинность и стала главной героиней Part II; они сравнили себя со сценаристами телесериала «Во все тяжкие», которые годами раскрывали протагониста Уолтера Уайта. В какой-то момент они задумывались исключить главных героев первой части из сиквела, но затем пришли к выводу, что без них игра будет менее интересной. Своё увлечение астрономией героиня переняла у Джонсон, а одержимость комиксами — у Дракманна. По словам соавтора сценария ко второй части Хэлли Гросс, решение Элли выследить Эбби было мотивировано её стремлением преодолеть своё ПТСР, а не жаждой мести. Гросс страдала аналогичным расстройством и считала своей ответственностью показать состояние героини должным образом: она хотела, чтобы эмоционально травмированные игроки понимали, что они не одиноки. Авторы хотели показать разницу в отношении Джоэла и Элли к насилию: в то время как контрабандист не испытывает удовольствия от расправы над другими людьми, девушка убивает, чтобы сохранить свою честь, в результате чего насилие переплетено с её эго. Некоторые разработчики сравнили одержимость героини преследованием Эбби с наркотической зависимостью. Гросс пришла к выводу, что последняя сцена игры, в которой Элли оставляет подаренную Джоэлом гитару, символизирует смирение героини с его смертью и начало новой главы в её жизни. Хотя Дракманн считал, что Элли наконец удалось преодолеть своё эго, он предпочёл, чтобы игроки имели собственное представление на этот счёт.

### Игровой процесс
Разработчикам The Last of Us пришлось существенно переработать игровой движок для обеспечения правильного функционирования ИИ Элли. Они настроили его таким образом, чтобы героиня передвигалась рядом с Джоэлом, чтобы другие игроки не воспринимали её как обузу. По словам программиста ИИ Макса Дайкхоффа, он учитывал «переживания» Элли и её «взаимоотношения с Джоэлом и их врагами», чтобы действия героини по мере прохождения смотрелись реалистично. На зимних уровнях сюжетной кампании Элли становится игровым персонажем: разработчики приложили усилия по сохранению этого нововведения и сюжетного поворота с иммунитетом Элли в тайне от игроков до выхода игры.

### Адаптация
10 февраля 2021 года стало известно о том, что Белла Рамзи сыграет Элли в телесериале-адаптации «Одни из нас» от HBO. Ранее представители Naughty Dog рассматривали возможность экранизировать первую игру в формате фильма, а на роль героини рассматривались Мэйси Уильямс и Кейтлин Девер. Около 105 актрис проходили прослушивание на роль Элли в сериале: продюсеры искали актрису, которая могла бы изобразить находчивую, чудаковатую и потенциально жестокую героиню. После ознакомления с записью прослушивания Рамзи они связались с Дэвидом Бениоффом и Дэниелом Уайссом — шоураннерами телесериала «Игра престолов», в котором Рамзи играла второстепенную роль. Актриса присоединилась к работе над «Одними из нас» менее чем через месяц после прослушивания.
Рамзи узнала о кастинге на съёмках другого проекта. Она назвала эту роль «важнейшей в своей карьере» и выразила благодарность сыгравшему Джоэла Педро Паскалю за то, что тот наставлял её на протяжении всех съёмок. Хотя Рамзи знала о существовании игры до прослушивания, знакомые актрисы посоветовали ей воздержаться от прохождения, чтобы не повторять уже существующий образ героини; вместо этого она ознакомилась с игровым процессом на YouTube; после окончания съёмок первого сезона Рамзи заявила, что не играла в The Last of Us. Она хотела, чтобы телевизионная версия героини напоминала игровую, но отличалась от неё. В рамках подготовки к роли британская актриса освоила американский акцент и отрезала более 15 дюймов волос. Она носила бандаж на груди около 90 % съёмок, чтобы оставаться сосредоточенной на площадке.

## Появления
Мать Элли, Анна, была вынуждена отказаться от своей дочери вскоре после её рождения, поэтому изначально девочку воспитывала подруга Анны Марлин. В детстве Элли посещала военную школу-интернат в карантинной зоне Бостона: там она подружилась с юной бунтаркой Райли Абель, которая защищала её от хулиганов. В какой-то момент Райли возвращается в школу после долгого отсутствия и рассказывает Элли о присоединении к «Цикадам», группировке боевиков-революционеров. Когда Элли просит её остаться с ней, Райли срывает кулон с изображением цикады, и девушки целуются. После того как их обеих кусают заражённые, подруги задумываются о самоубийстве, однако в конечном итоге решают провести последние часы друг с другом. Тем не менее, Элли выживает и узнаёт, что обладает иммунитетом к инфекции.
Спустя три недели после смерти Райли раненая Марлин поручает контрабандисту Джоэлу Миллеру сопровождать Элли из Бостона в пункт высадки «Цикад» в Колорадо: учёные группировки планируют изучить особенности организма девочки и разработать вакцину от инфекции. Изначально Элли и Джоэл не могут найти общий язык, но со временем привязываются друг к другу. Узнав, что контрабандист попросил своего младшего брата Томми продолжить миссию вместо него, а сам собрался вернуться в Бостон, девочка сбегает от него. После того как Джоэл находит Элли, она просит его продолжить путь к лагерю «Цикад» вместе с ней. Эмоциональная неустойчивость Элли обостряется после столкновения с бандой каннибалов, в процессе которого она в истерике убивает их лидера Дэвида. Обнаружив, что лагерь «Цикад» в Колорадо был разрушен, Джоэл и Элли отправляются на другой объект группировки в Солт-Лейк-Сити. Там Джоэл узнаёт, что «Цикады» не смогут создать вакцину, не убив Элли во время операции, так как им необходимо извлечь мутировавший штамм грибка из её мозга. Контрабандист пробирается в операционную и уносит бессознательную Элли в безопасное место, в процессе убивая Марлин и её людей. Впоследствии он лжёт Элли, заявив, что «Цикадам» удалось найти десятки других людей с иммунитетом. Ощущая вину уцелевшего, Элли просит Джоэла рассказать ей правду, однако контрабандист заверяет её, что не лгал.
В конечном итоге Элли и Джоэл оседают в поселении Томми, расположенном на территории бывшего города Джексон. Джоэл дарит Элли гитару, выполняя своё обещание научить её играть на этом инструменте. Некоторое время спустя Элли возвращается в больницу «Цикад» и узнаёт правду. В ярости Элли прекращает общение с Джоэлом: во время ссоры между ними она заявляет, что её жизнь имела бы смысл, если бы операция состоялась. В дальнейшем она обещает Джоэлу, что попытается простить его, однако на следующий день после их последнего разговора девушка становится свидетелем убийства контрабандиста, совершённого женщиной по имени Эбби — солдатом Фронта освобождения Вашингтона и дочерью хирурга «Цикад», которого Джоэл убил, когда спасал Элли. Вместе со своей подругой Диной, Томми и бывшим парнем Дины Джесси Элли отправляется на базу Фронта освобождения Вашингтона, в Сиэтл, чтобы найти Эбби и отомстить ей. По пути Элли рассказывает Дине о своём иммунитете, а та в свою очередь сообщает, что беременна от Джесси. После того как Элли убивает нескольких членов группы Эбби, последняя убивает Джесси, калечит Томми и побеждает Элли и Дину в бою. Она сохраняет им жизнь и требует покинуть Сиэтл. Впоследствии Элли и Дина переезжают на расположенную неподалёку от Джексона ферму: там они занимаются воспитанием ребёнка Дины, Джей-Джея, однако их мирная жизнь осложняется из-за посттравматического расстройства Элли. Несмотря на мольбы Дины отказаться от мести, Элли выслеживает Эбби в Санта-Барбаре: там она освобождает Эбби из плена местных бандитов. В этот момент Элли вспоминает убийство Джоэла и принуждает Эбби драться. Во время сражения Эбби откусывает два пальца Элли, однако последняя одерживает верх и начинает топить бывшего солдата. Тем не менее, она вспоминает счастливый эпизод из прошлого с ещё живым Джоэлом и решает сохранить жизнь Эбби. Затем Элли возвращается на ферму и обнаруживает, что Дина покинула их дом вместе со своим сыном. Несмотря на отсутствие двух пальцев, девушка изо всех сил пытается сыграть на гитаре Джоэла. Она вспоминает о своём обещании простить Джоэла, после чего оставляет гитару и уходит в неизвестном направлении.

## Восприятие
Элли была удостоена положительных отзывов со стороны игровых журналистов. Джейсон Киллингсворт из Edge похвалил проработанный образ героини и разработчиков Naughty Dog за то, что те не сделали её «вспомогательным персонажем», с которым Джоэлу приходилось бы «нянчиться». Рецензенты GamesRadar Эшли Рид и Энди Хартуп назвали Элли одной из «самых современных, реалистичных и вдохновляющих героинь в истории игр». Элли Гибсон из Eurogamer понравились как сильные стороны героини, так и её уязвимости; по мнению Гибсон, Элли удалось разрушить архетип девы в беде. Другой обозреватель GamesRadar включил Элли в список «Лучшие персонажи поколения» и отметил, что она храбрее большинства существующих персонажей мужского пола. Грег Миллер из IGN сравнил Элли с Элизабет из шутера от первого лица BioShock Infinite и посчитал, что героиня The Last of Us получилась «гораздо более объёмным и цельным персонажем». С другой стороны, Кимберли Уоллес из Game Informer пришла к выводу, что разработчики игры уделили слишком много внимания Джоэлу и особо не раскрывали Элли, а по мнению Криса Сьюллентропа из The New York Times, девушке была отведена «второстепенная, более вспомогательная роль».
Критики высоко оценили взаимоотношения Элли и Джоэла: например, в своей рецензии для Game Informer Мэтт Хельгесон назвал их «трогательными» и «хорошо проработанными», Ричард Митчелл из Joystiq — «искренними» и «эмоциональными», а Колин Мориарти из IGN — «изюминкой игры». Оли Уэлш из Eurogamer считает, что персонажи были разработаны «мастерски и кропотливо». Обозреватель Polygon Филип Коллар отметил, что необязательные диалоги между героями хорошо раскрывали их образы. Уоллес назвала дуэт Джоэла и Элли одним из лучших в 2013 году, в первую очередь за их стремление защищать друг друга. Её коллега Кайл Хиллиард сравнил отношения между героями The Last of Us с отношениями Принца и Элики из приключенческого экшена Prince of Persia 2008 года: хотя, по мнению обозревателя, персонажи обоих дуэтов заботились друг о друге, отношения Джоэла и Элли достигли «эмоционального апогея», чего нельзя было сказать о персонажах Prince of Persia. Дэвид Мейклхэм из PlayStation Official Magazine назвал Джоэла и Элли лучшими персонажами игр для PlayStation 3.
Различные обозреватели хвалили экранную химию между Элли и Райли из Left Behind. Рецензент GameSpot Том Мак Ши заявил, что история девушек хорошо дополняет образ героини The Last of Us. Тим Мартин из Daily Telegraph положительно оценил взаимодействие персонажей, а Стэйс Харман из Eurogamer посчитал, что благодаря Left Behind отношения Джоэла и Элли становятся ещё более понятными. Кирк Хэмилтон из Kotaku назвал поцелуй Элли и Райли «большим событием» в игровой индустрии. По мнению обозревателя IGN Кезы Макдональд, поцелуй получился «настолько красивым, естественным и забавным, что [она] была ошеломлена». Её коллега Люк Кармали похвалил разработчиков за грамотное раскрытие сексуальной ориентации Элли. Колин Кэмпбелл упомянул Элли и Райли в своей статье для Polygon о лучших персонажах компьютерных игр 2010-х годов.
Джонсон получила признание за своё исполнение в The Last of Us Part II со стороны большого количества рецензентов. Крис Картер из Destructoid похвалил её способность вновь перевоплотиться в героиню по прошествии многих лет. Оли Уэлш из Eurogamer назвал игру актрисы «выдающейся», высоко оценив демонстрацию «грубости, уязвимости и ярости». Алекс Авард из GamesRadar+ счёл Джонсон достойной различных наград за реалистичную демонстрацию страданий её героини. В своём обзоре на сиквел для IGN Джонатан Дорнбуш отметил, что Джонсон «вносит нюансы в каждый аспект личности» Элли. Элиза Фэвис из Washington Post похвалила сцену, в которой Элли раскрывает Джоэлу свою сексуальную ориентацию, и сравнила её с собственным откровением в разговоре с отцом. Александра Рамос из CinemaBlend назвала Элли «первой в истории женщиной-протагонистом в игре-блокбастере, которая была лесбиянкой» и положительно оценила её отношения с Диной. По мнению Рафаэля Мотамайора из Observer, история с Эбби помогла Элли лучше раскрыться. В то же время рецензентка Mashable Джесс Джохо сетовала на чрезмерную зависимость героини от Джоэла, а Мэдди Майерс из Polygon и Джули Манси из Wired раскритиковали арку персонажа Элли и её неспособность учиться на своих ошибках.
После выхода The Last of Us и Left Behind критики удостоили Элли различных наград, включая «Лучший новый персонаж» от Hardcore Gamer и «Ценнейший персонаж» от SXSW Gaming Awards; также она была номинирована в категории «Лучший персонаж» от Destructoid. Эшли Джонсон, в свою очередь, получила несколько премий, в том числе: BAFTA на 10-й и 11-й церемонии вручения этой награды, D.I.C.E. Awards за «Выдающееся исполнение персонажа», Spike Video Game Awards как «Лучшая актриса озвучивания» и награду The Daily Telegraph как «Лучшая исполнительница». Роль в The Last of Us Part II принесла актрисе победу в номинации «Выдающееся исполнение главной роли в драме» на премии Национальной академии рецензентов компьютерных игр. Также она получила номинации на The Game Awards 2020 и IGN за «Лучшее исполнение» и «Исполнение главной роли» от Британской академии кино и телевизионных искусств; во всех трёх случаях она проиграла Лоре Бейли, исполнительнице роли Эбби. На 19-й церемонии вручения наград Game Audio Network Guild Awards она была отмечена как одна из лучших актрис озвучивания, а на 24-й ежегодной церемонии вручения наград DICE Awards её героиня получила признание в категории «Выдающееся достижение в создании персонажей». В 2024 году Элли заняла 19-е место среди самых культовых игровых персонажей в опросе, проведённом BAFTA при участии более 4000 респондентов.
В рецензиях на телесериал-адаптацию «Одни из нас» неоднократно отмечались игра Рамзи и её экранная химия с Педро Паскалем. Дэвид Смит из Kotaku Australia назвал выступление Рамзи «возможно главным достижением пилотного эпизода», особенно в совместных сценах с Паскалем. В своём обзоре четвёртого эпизода Аарон Бэйн из Push Square пришёл к выводу, что своей актёрской игрой Рамзи переубедит зрителей, которые считали её неподходящей на эту роль. По мнению Джина Парка из Washington Post, в этом эпизоде Рамзи удалось показать Элли раздражающей, но в то же время очень смешной. Бернард Бу из Den of Geek назвал реакцию героини на смерть Генри «абсолютно душераздирающей», а Брэдли Рассел из Total Film заявил, что актриса заслужила награду за свою игру. Также Бу полагал, что в шестом эпизоде Рамзи, по всей видимости, сыграла лучшую роль во всей своей карьере. Жермен Люсье из io9 отметила выступление актрисы во время противостояния Элли и Джоэла, а Саймон Карди из IGN похвалил её способность переключаться между драмой и комедией. За свою роль Рамзи получила несколько номинаций на различные премии, включая Astra TV Awards, Прайм-таймовую премию «Эмми» и Премию Ассоциации телевизионных критиков.